# Picathartidae
Famille
Genre
Les Picathartidae sont une famille de passereaux comprenant le seul genre Picathartes et deux espèces.

## Description
Les picathartes sont des oiseaux élancés de la taille d'un gros pigeon, dotés d'une tête paraissant nue, recouverte de plumes atrophiées, d'un bec long, d'ailes courtes et d'une longue queue.
Le Picatharte de Guinée a une tête jaunâtre avec une nuque noire. Le reste du corps est gris, clair sur le cou et le ventre, foncé au-dessus. Les rémiges sont noires. Les longues pattes sont grises.
Le Picatharte du Cameroun se distingue par sa tête chamarrée : la nuque est rouge, le front est bleu, l'œil est noyé dans une grande marque triangulaire noire et le bec est noir. L'oiseau est gris sur le dos (plus foncé que Gymnocephalus) et son ventre est gris clair à reflets abricot.

## Répartition et habitat
Le Picatharte de Guinée vit en Guinée, Sierra Leone, Liberia, Côte d'Ivoire et Ghana. Le picatharte du Cameroun habite le Nigeria, le Cameroun, la Guinée équatoriale, le Gabon et le Congo Brazzaville.
Les picathartes sont des espèces rupicoles qui fréquentent les terrains rocheux des forêts tropicales humides ou des massifs montagneux, jusqu'à 1 200 mètres d'altitude. Ils fréquentent les rochers situés dans des lieux sombres, à l'abri des grands arbres.

## Comportement
Le picatharte est un passereau discret qui vole mais reste toujours près du sol. Il s'y déplace à la manière des merles, par grands bonds. Lorsqu'il est effrayé, il s'envole discrètement souvent en émettant une sorte de croassement rauque, inquiet, il se dresse sur ses longues pattes et tournant la tête afin de scruter les environs et émet son cri : un souffle très sourd.

## Reproduction
La reproduction a lieu (en général) durant la saison des pluies. À l'instar des hirondelles, il construit un nid à faible hauteur — quelque deux mètres — avec de la boue qu'il colle au plafond d'une caverne, ou qu'il accroche à un surplomb rocheux abrité des intempéries et des regards. La ponte comprend deux œufs ovoïdes de quatre centimètres de long, beiges avec des taches brunes. La couvaison dure un peu plus de trois semaines.
L'adulte est sédentaire ; des traces montrent qu'il demeure à proximité de son nid.

## Alimentation
Le picatharte se nourrit de petits invertébrés : arachnides, insectes, mollusques, vers. Il gratte parfois le sol pour les déloger.

## Liste des espèces
D'après la classification de référence (version 5.2, 2015) du Congrès ornithologique international, ce genre est constitué des espèces suivantes :
- Picathartes gymnocephalus – Picatharte de Guinée
- Picathartes oreas – Picatharte du Cameroun

## Protection
Les picathartes figurent sur la liste des espèces de l'annexe II du CITES (Convention on International Trade in Endangered Species of Wild Fauna and Flora, i.e. Convention sur le commerce international des espèces de faune et de flore sauvages menacées d'extinction, dite de Washington) ainsi que sur la Liste rouge des espèces vulnérables de l'UICN (Union internationale pour la conservation de la nature).